# Эльзевир, Авраам

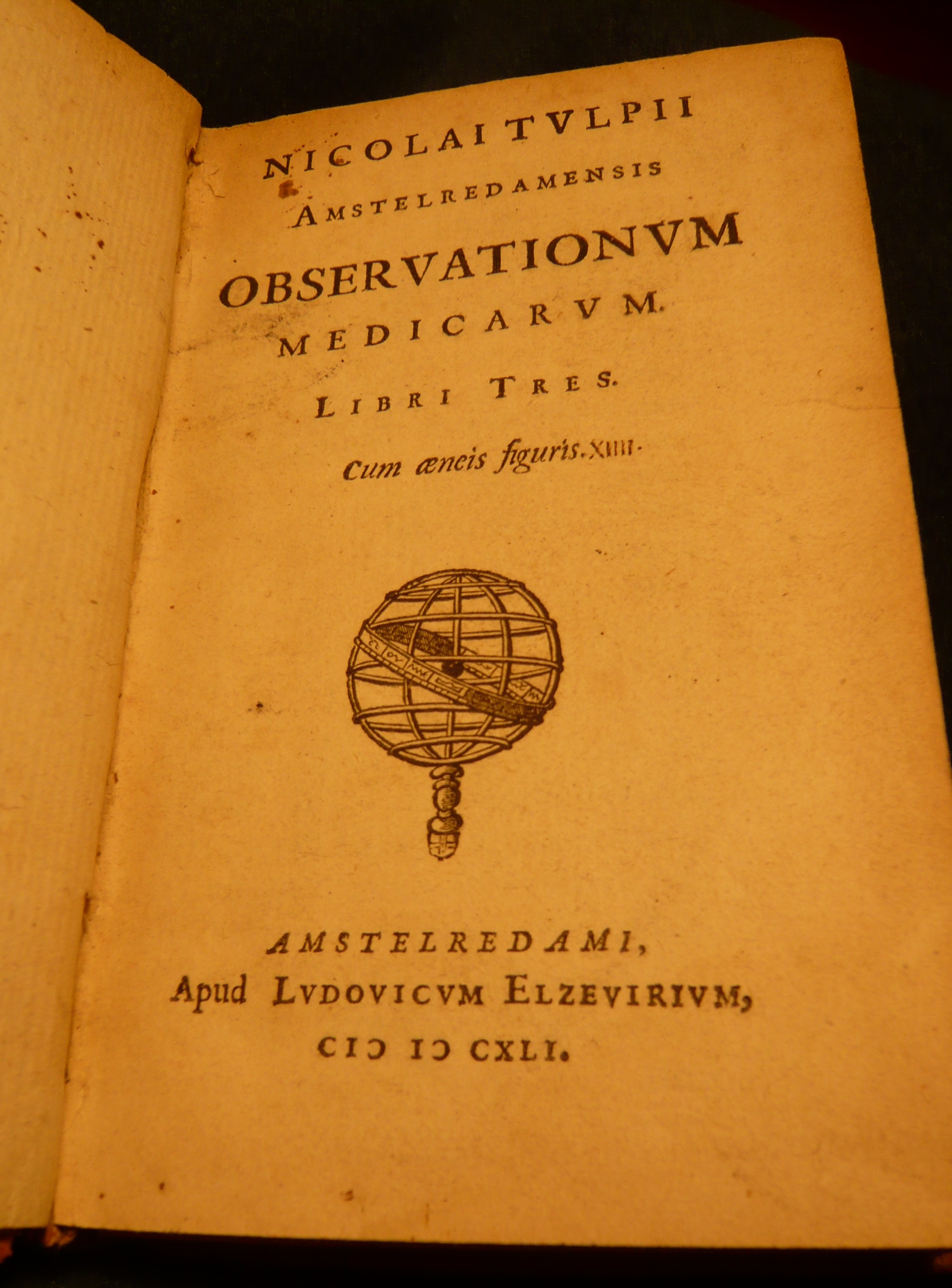
Титульная страница книги профессора Николаса Тульпа под названием Observacionum Medicarum напечатанной Лодевейком Эльзевиром в Амстердаме в 1641 году.

Авраам Эльзевир (нидерл. Abraham Elsevier; 4 апреля 1592 — 14 августа 1652) был голландским печатником.
Эльзевир родился и умер в Лейдене. Он унаследовал Дом Эльзевира от своего дяди Бонавентура Эльзевира, который в свою очередь принял его от Луи Эльзевира. В лучшие годы он имел, по общему мнению, крупнейшее издательское дело в мире, с филиалами во многих европейских городах.